# Segunda División Peruana 1957
La Segunda División Peruana 1957, la 15ª edición del torneo, fue jugada por diez equipos.
El ganador del torneo, Mariscal Castilla, logró el ascenso a la Primera División de 1958 mientras que Atlético Lusitania perdió la categoría al haber ocupado el último lugar y descendió a la Liga de Lima.

## Ascensos y descensos
| Posición | Ascendido a Primera División 1957 |
| -------- | --------------------------------- |
| 1º       | Porvenir Miraflores               |

| Posición | Descendido de Primera División 1956 |
| -------- | ----------------------------------- |
| 10º      | Carlos Concha                       |

| Posición | Ascendido de Liguilla de Ascenso 1956 |
| -------- | ------------------------------------- |
| 1º       | Mariscal Castilla                     |

| Posición | Descendido a Liga del Callao 1957 |
| -------- | --------------------------------- |
| 10º      | Unión Callao                      |

## Equipos participantes
| Club                   | Ciudad     | Entrenador      |
| ---------------------- | ---------- | --------------- |
| Association Chorrillos | Chorrillos |                 |
| Atlético Lusitania     | Lima       |                 |
| Carlos Concha          | Callao     |                 |
| Defensor Arica         | Lima       | Fritz Mayer     |
| Juventud Gloria        | Lima       |                 |
| KDT Nacional           | Callao     |                 |
| Mariscal Castilla      | Lima       | Enrique Perales |
| Santiago Barranco      | Barranco   |                 |
| Unidad Vecinal N.º 3   | Lima       | Carlos Torres   |
| Unión América          | Lima       |                 |

## Tabla de posiciones
| #  | Club                   | PJ | PG | PE | PP | PTS |
| -- | ---------------------- | -- | -- | -- | -- | --- |
| 1  | Mariscal Castilla      | 18 | 11 | 4  | 3  | 26  |
| 2  | Carlos Concha          | 18 | 10 | 4  | 4  | 24  |
| 3  | Santiago Barranco      | 18 | 6  | 7  | 5  | 19  |
| 4  | Juventud Gloria        | 18 | 7  | 4  | 7  | 18  |
| 5  | KDT Nacional           | 18 | 7  | 4  | 7  | 18  |
| 6  | Unión América          | 18 | 7  | 2  | 9  | 16  |
| 7  | Association Chorrillos | 18 | 7  | 2  | 9  | 16  |
| 8  | Unidad Vecinal N.º 3   | 18 | 5  | 5  | 8  | 15  |
| 9  | Atlético Lusitania     | 18 | 5  | 4  | 9  | 14  |
| 10 | Defensor Arica         | 18 | 5  | 4  | 9  | 14  |

|  | Campeón y ascendido a la Primera División de 1958 |
|  | Descendido a la Liga de Lima 1958.                |
| Perú                        |
| Campeón                     |
| Mariscal Castilla 1º título |

### Desempate por el descenso
| 13 de abril de 1958 | Defensor Arica | 2-1 | Atlético Lusitania |  |  |